# Stortorvet (Oslo)
 For alternative betydninger, se Stortorvet. (Se også artikler, som begynder med Stortorvet)
Stortorvet eller Stortorget (nr. 1-13, 2-8) er et torv i centrum af Oslo, dvs. i bydelen Sentrum. De tilstødende gader er Kirkegata, Møllergata, Grensen, Torggata og Kirkeristen.
I 1736 indtog Stortorvet pladsen som byens centrale torv efter Christiania gamle torv. Når vejafstande til Oslo vises på vejskilte, er afstanden målt til Stortorget.
Torvet er Oslos blomstertorv og er medtaget i den norske udgave af brætspillet Matador.
På torvet står en statue af kong Christian 4., hvor kongen peger med højre hånd: "Her skal byen ligge!". Statuen er udført af billedhuggeren C.L. Jacobsen, støbt i bronze med sokkel hugget i granit fra Grefsen. Statuen blev afsløret i 1880. I aviserne og under afsløringen var der kritik mod, at en "dansk konge" fik sin statue sat op i byen.

## Bygninger ved torvet
- Oslo domkirke (nr 1)
- Christiania Glassmagasin (nr 9)
- Stortorvets Gjæstgiveri (Grensen 1)